# ホセ・ロバトン
ホセ・マニュエル・ロバトン（José Manuel Lobatón, 1984年10月21日 - ）は、ベネズエラのポルトゥゲサ州アカリグア出身のプロ野球選手（捕手）。右投両打。MLBのシカゴ・カブス所属。愛称はロビ。名前の「José」は一般的には「ホセ」と読むが、ロバトンの場合は「ホゼィ」が正しく、わざわざ発音記号が表記される例の少ない「José」に「hoh-ZAY」と記されている。

## 経歴

### プロ入りとパドレス時代
2002年にアマチュア・フリーエージェントでサンディエゴ・パドレスと契約してプロ入り。
2009年7月5日のロサンゼルス・ドジャース戦でメジャーデビューした。7月28日にDFAとなった。

### レイズ時代
2009年7月30日にウェイバー公示を経てタンパベイ・レイズへ移籍した。移籍後はAA級モンゴメリー・ビスケッツに所属した。
2011年は主にAAA級ダーラム・ブルズでプレーし、打率.289、出塁率.410、OPS.899を記録。故障者リスト入りしたジョン・ジェイソの代役として2年ぶりにメジャーへ昇格し、15試合に出場したが、打率は.118に終わった。
2012年7月15日のボルチモア・オリオールズ戦でメジャー初本塁打を記録した。
2013年10月7日に行われたボストン・レッドソックスとの地区シリーズ第3戦では、上原浩治からトロピカーナ・フィールドの右翼席にあるエイの水槽に入るサヨナラ本塁打を放った。
2014年1月17日にレイズと95万ドルの1年契約に合意した。

### ナショナルズ時代
2014年2月13日にネイサン・カーンズとのトレードで、フェリペ・リベロ、ドリュー・ベッテルソンと共にワシントン・ナショナルズへ移籍した。
同年は、正捕手のウィルソン・ラモスが離脱した時期があった為、スタメン出場する機会もあり、計66試合でプレーした。打撃面では、チャンスに結果を残せず、打率.234、2本塁打、12打点、OPS0.591という低調な成績に終わった。守備面では64試合でマスクを被り、2失策、守備率.996、DRS +4という好成績を残した。また、リード面で高い能力を発揮し、400.0イニング以上でマスクを被った捕手では最高の防御率2.86をマークした。また、実力派先発投手であるダグ・フィスターとの相性の良さも見せた。
2015年は出番が減少し、44試合の出場だった。打撃面では、打率がギリギリで.200に届かなかったが、3本塁打に前年より多い20打点を叩き出した。守備成績はやや低下し、42試合のキャッチャー守備で2失策、守備率.994、DRS0という平均レベルの内容だった。
2016年は39試合に出場した。打率.232、3本塁打、8打点という成績のほか、3シーズンぶりの.300超となる出塁率.319もマークした。ディフェンス面では、38試合でマスクを被って1失策・守備率.997・DRS + 2・盗塁阻止率28%という平均以上の成績を残した。
2017年11月2日にFAとなった。

### メッツ時代
2017年12月15日にニューヨーク・メッツとマイナー契約を結び、2018年のスプリングトレーニングに招待選手として参加することになった。
2018年は開幕を傘下のAAA級ラスベガス・フィフティワンズで迎えたが、メッツの主戦捕手であるトラビス・ダーノーとケビン・プラウェッキーが相次いで故障者リスト入りしたため、4月13日にメジャー契約を結んでアクティブ・ロースター入りした。だが、18試合で打率.152という自身の不振やデビン・メソラコの加入もあり、5月19日にDFA、翌21日にマイナー契約でAAA級ラスベガスへ配属された。6月1日に再びメジャー契約を結んでアクティブ・ロースター入りしたが、11日にDFA、13日にマイナー契約でAAA級ラスベガスへ配属された。9月8日に三たびメジャー契約を結んでアクティブ・ロースター入りした。オフの10月29日にFAとなった。

### マリナーズ傘下時代
2019年1月24日にシアトル・マリナーズとマイナー契約を結び、スプリングトレーニングに招待選手として参加することになった。シーズン開幕後は傘下のAAA級タコマ・レイニアーズでプレーした。

### ドジャース傘下時代
2019年8月9日に金銭トレードで、ドジャースへ移籍した。オフの11月4日にFAとなった。
2020年1月9日にマイナー契約で再契約したが、7月1日に自由契約となった。

### カブス時代
2020年7月15日にシカゴ・カブスとマイナー契約を結んだ。この年は新型コロナウイルスの影響でマイナーリーグの試合が開催されず、メジャーにも昇格しなかったため、公式戦の出場は無かった。9月7日に自由契約となった。
2021年2月12日にカブスと再びマイナー契約を結び、スプリングトレーニングに招待選手として参加することになった。シーズン開幕後、6月11日にメジャー契約を結んでアクティブ・ロースター入りした。

## 人物
試合中に紙コップで遊ぶのが大好きで、2016年にナショナルズ・パークで球場配付されたボブルヘッドにも大量の紙コップが添えられていた。

## 詳細情報

### 年度別打撃成績
| 年 度     | 球 団     | 試 合 | 打 席 | 打 数 | 得 点 | 安 打 | 二 塁 打 | 三 塁 打 | 本 塁 打 | 塁 打 | 打 点 | 盗 塁 | 盗 塁 死 | 犠 打 | 犠 飛 | 四 球 | 敬 遠 | 死 球 | 三 振 | 併 殺 打 | 打 率 | 出 塁 率 | 長 打 率 | O P S |
| --------- | --------- | ----- | ----- | ----- | ----- | ----- | -------- | -------- | -------- | ----- | ----- | ----- | -------- | ----- | ----- | ----- | ----- | ----- | ----- | -------- | ----- | -------- | -------- | ----- |
| 2009      | SD        | 7     | 17    | 17    | 0     | 3     | 0        | 0        | 0        | 3     | 0     | 0     | 0        | 0     | 0     | 0     | 0     | 0     | 5     | 1        | .176  | .176     | .176     | .353  |
| 2011      | TB        | 15    | 39    | 34    | 2     | 4     | 1        | 0        | 0        | 5     | 0     | 0     | 0        | 0     | 0     | 4     | 0     | 1     | 8     | 2        | .118  | .231     | .147     | .378  |
| 2012      | TB        | 69    | 197   | 167   | 16    | 37    | 10       | 0        | 2        | 53    | 20    | 0     | 1        | 2     | 2     | 24    | 1     | 2     | 46    | 6        | .222  | .323     | .317     | .640  |
| 2013      | TB        | 100   | 311   | 277   | 38    | 69    | 15       | 2        | 7        | 109   | 32    | 0     | 1        | 2     | 2     | 30    | 0     | 0     | 65    | 5        | .249  | .320     | .394     | .714  |
| 2014      | WSH       | 66    | 230   | 214   | 18    | 50    | 9        | 0        | 2        | 65    | 12    | 0     | 0        | 0     | 0     | 15    | 1     | 1     | 61    | 5        | .234  | .287     | .304     | .591  |
| 2015      | WSH       | 44    | 155   | 136   | 11    | 27    | 4        | 0        | 3        | 40    | 20    | 0     | 0        | 1     | 2     | 15    | 1     | 1     | 40    | 5        | .199  | .279     | .294     | .573  |
| 2016      | WSH       | 39    | 114   | 99    | 10    | 23    | 3        | 1        | 3        | 37    | 8     | 0     | 0        | 1     | 1     | 12    | 1     | 1     | 18    | 4        | .232  | .319     | .374     | .692  |
| 2017      | WSH       | 51    | 158   | 141   | 11    | 24    | 3        | 0        | 4        | 39    | 11    | 0     | 0        | 1     | 1     | 14    | 1     | 1     | 35    | 5        | .170  | .248     | .277     | .525  |
| 2018      | NYM       | 22    | 57    | 49    | 3     | 7     | 2        | 1        | 0        | 11    | 4     | 0     | 0        | 0     | 1     | 7     | 0     | 0     | 15    | 2        | .143  | .246     | .224     | .470  |
| 2021      | CHC       | 6     | 13    | 11    | 1     | 0     | 0        | 0        | 0        | 0     | 0     | 0     | 0        | 0     | 0     | 2     | 0     | 0     | 5     | 0        | .000  | .154     | .000     | .154  |
| MLB：10年 | MLB：10年 | 419   | 1291  | 1145  | 110   | 244   | 47       | 4        | 21       | 362   | 107   | 0     | 2        | 7     | 9     | 123   | 5     | 7     | 298   | 35       | .213  | .291     | .316     | .607  |

- 2021年度シーズン終了時

### 背番号
- 26（2009年）
- 31（2011年）
- 21（2012年）
- 59（2013年 - 2018年）
- 7（2021年 - ）